# Kathleen Parlow
Kathleen Parlow (Fort Calgary, Alberta, 20 de setembre de 1890 – prop de Toronto, Ontario, 19 d'agost de 1963) va ser una nena prodigi canadenca amb una capacitat tècnica excepcional amb el violí. Es va guanyar el sobrenom de “ La dona de l'arc d'or”. Encara que va marxar del Canadà a l'edat de quatre anys i no hi va tornar fins al 1940, Parlow era anomenada “La violinista canadenca”.

## Infància
Quan Kathleen tenia quatre anys amb la seva mare Minnie es van traslladar a San Francisco. Minnie Parlow li va comprar a la seva filla un violí de mida mitjana i Kathleen va començar a rebre classes de violí d'un familiar, el seu cosí Conrad Coward, que era un professor de violí professional. El seu progrés amb l'instrument va ser exageradament ràpid i al cap de poc va començar a realitzar classes amb el professor de violí Henry Holmes.
Per a convertir-se en una de les millors violinistes i començar una carrera com a concertista, Parlow va seguir el mateix camí que els músics nord americans i va viatjar a Europa. Kathleen i la seva mare van arribar a Londres el dia 1 de gener de 1905. Les Parlow van assistir a un concert de Mischa Elman. És llavors quan decideixen posar-se en contacte amb el professor d'Elman, Leopold Auer. Minnie i Kathleen Parlow havien arribat a Londres amb 300 dòlars aconseguits gràcies a la seva església de San Francisco. Aquests diners no foren suficients per arribar a St. Petersburg on Auer era professor. Per pagar el cost del viatge mare i filla van obtenir ajudes de part de Lord Strathcona, un alt comissari canadenc i ambdues van poder viatjar fins a Rússia. A partir de l'octubre de 1906, Kathleen Parlow va esdevenir la primera estudiant internacional del Conservatori de Sant Petersburg. La seva classe constava de quaranta-cinc estudiants on Parlow era l'única noia.

## Carrera com a concertista

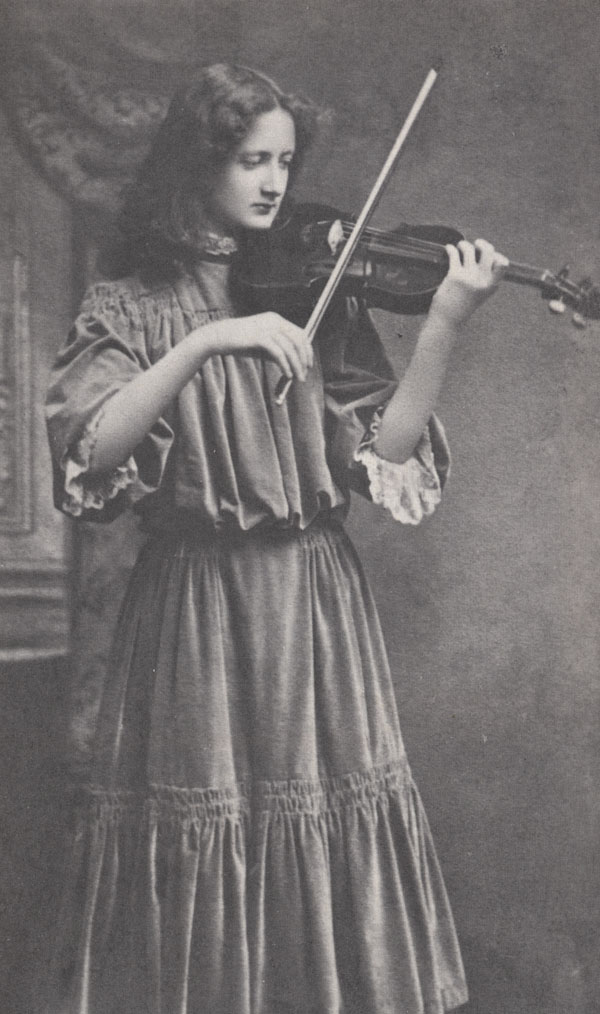
Kathleen amb el seu violí a Londres 1905.

A l'edat de 17 anys, després d'haver passat un any al conservatori, Parlow va començar a fer concerts en públic. Va fer concerts en solitari a St. Petersburg i a Hèlsinki. Poc després va debutar a Berlíni va començar una gira de concerts per Alemanya, Països Baixos i Noruega. A Noruega va tocar pel rei Haakon i la reina Maud. Parlow va esdevenir la preferida d'aquests reis. Allà mateix va conèixer a Einar Björnson, noruec de classe benestant que va esdevenir el seu amic i patró. Björnson va comprar per Parlow un violí Guarnerius del Gesù del 1735. El violí va costar 2000 lliures i abans havia estat propietat de Viotti.
Parlow va viatjar per tot Europa amb la seva mare realitzant concerts durant cinc anys. El professor Auer va mantenir una forta influència sobre Parlow, a qui Parlow es referia a ell com a “Papa Auer”. La seva mare i Auer van aconseguir concerts i oportunitats per Kathleen, incloent concerts amb famosos directors com Thomas Beecham i Bruno Walter.
El novembre de 1910, Kathleen Parlow va tornar a Nord Amèrica per a realitzar una gira de concerts. Va tocar a Nova York, Philadelphia, Mont-real, Quebec, Ottawa i Kingston. La seva primera representació amb la Toronto Symphony Orchestra va ser al febrer de 1911. En direcció cap al seu lloc d'origen a l'oest del Canadà, Parlow va fer diferents concerts a Calgary, Regina, Moose Jaw, Saskatoon, Edmonton, Vancouver i Victoria.
Parlow va retornar a Anglaterra amb la seva mare el 1911 per futurs concerts. La seva mare va ser la seva constant companya de viatge fins que Parlow va esdevenir una dona adulta. Parlow va mantenir una dura agenda de concerts, travessant en múltiples ocasions l'Atlàntic per fer representacions tant a Europa com a Nord Amèrica. Va participar en un concert benèfic per als supervivents del Titanic i va dur a terme la seva primera gravació perquè Thomas Edison li ho va demanar. Va signar un contracte discogràfic amb Columbia Records per realitzar enregistraments.
Fins al 1912, Parlow havia realitzat concerts principalment com a artista solista, però després de conèixer a Ernesto Consolo, que era un pianista italià, va començar a tocar música de cambra.
Els Parlow es trobaven a Anglaterra quan va començar la Primera Guerra Mundial. Durant la guerra, els Parlow van fer gires de concerts per nacions d'Europa que es van mostrar neutrals en vers el conflicte bèl·lic. Països Baixos, Dinamarca, Noruega o Suècia van ser països que van visitar. Va tornar a Amèrica per realitzar una gira a la primavera de 1916. L'elevada dificultat per viatjar la va fer quedar-se a Anglaterra fins al 1919. El seu mestre en aquell moment va haver d'emigrar a Nova York per culpa de la situació política a Rússia. Parlow cada cop va treballar menys amb ell.
Kathleen va començar la seva cinquena gira per Nord Amèrica al desembre de 1920 i va realitzar la seva primera representació a la ràdio a Seattle a l'abril de 1922. Després d'aquesta gira americana, va començar un seguit de concerts durant 22 mesos on va tocar a Hawaii, Indonesia, Xina, Corea i Japó on va poder realitzar enregistraments per a la Nipponophone Company.
Parlow va continuar la seva gira retornant a Europa, però el 1926 va fer una pausa. Motivada per l'estrès dels viatges o potser per les seves males relacions sentimentals es va agafar un any sabàtic en el qual no va realitzar cap actuació. Va retornar als escenaris a Mèxic. Aquí va continuar la seva carrera. Va ser respectada i admirada pel crítics, però la seva situació econòmica va continuar essent dolenta. La seva gira a Mèxic el 1929 va ser la primera sense la seva mare.

## Últims anys
Sense treure gaire profit de les seves actuacions i gires, Parlow va començar a buscar altres opcions. El 1929 va ser nomenada per la facultat Mills College d'Oakland, Califòrnia Va rebre un diploma d'honor de la Master Of Arts del Mills College el 1933. Quan estava al Mills College ella va començar a tocar en quartets de corda, on ella tocava el violí. El 1935 va formar la South Mountain Parlow Quartet.
El 1936, Parlow va acceptar un lloc al Juilliard School of Music. Es va mantenir aquí fins a la Segona Guerra Mundial. Quan va retornar al Canadà, va realitzar una sèrie de lectures-recitals al Royal Conservatory of Music de Toronto. Va escriure a Sir. Ernest MacMillan sobre un permanent lloc de treball a la Royal Conservatory of Music de Toronto i va obtenir la plaça el 1941. Mentres va estra treballant en aquest conservatori, va ser professora de la cantant Gisèle LaFleche, el violinista Ivan Romanoff i el director Victor Feldbrill.

Va esdevenir membre permanent de la Toronto Symphony Orchestra. 

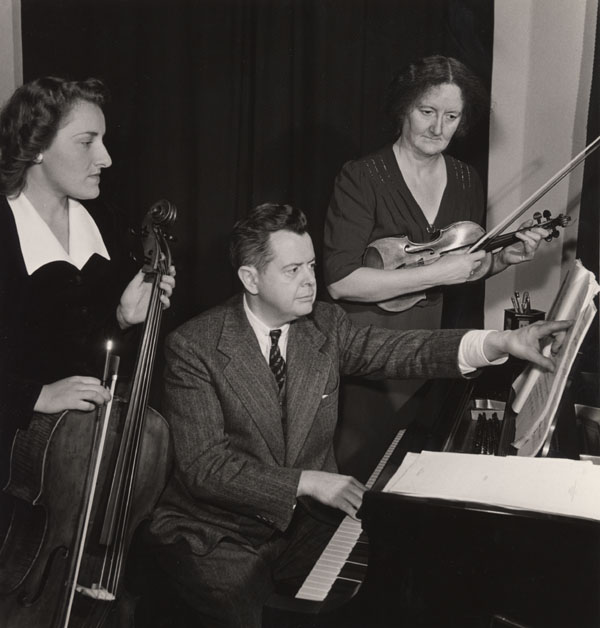
The Canadian Trio (d'esquerra a dreta: Nelsova, MacMillian i Parlow)

 A Toronto va organitzar “The Canadian Trio”, on hi actuava amb Zara Nelsova tocant el violoncel i Ernest MacMillan tocant el piano. El trio es va estrenar amb una representació del Trio de Schubert en Bb Major, el trio de Haydn en La major i el trio en La menor de Tchaikovsky Van rebre critiques molt bones i el trio va seguir actuant pel sud d'Ontario i també a la radio fins al 1944.
“The Canadian Trio” guanyava uns 750$ per actuació impulsada per l'èxit del trio, Parlow va formar el seu tercer quartet de corda el 1942 anomenat Parlow String Quartet. La seva primera representació va ser retransmesa per la Canadian Broadcasting Corporation el 1943. Es van mantenir junts durant quinze anys. Durant aquest temps, Parlow va ser la líder del quartet i els altres membres eren ocasionalment substituïts. A mesura que la seva carrera va començar a empitjorar, ho va fer també la seva situació econòmica. Godfrey Ridout i altres amics van recaptar diners per ajudar-la. A l'Octubre de 1959 va ser assignada com a cap del College of Music of the University of Western Ontario. Kathleen va morir el 19 d'agost de 1963 i es va crear la Kathleen Parlow Scholarship per a intèrprets d'instruments de corda a la Universitat de Toronto amb els diners de la seva propietat i 40.000$ de la venda del seu violí.
La seva biografia ha estat escrita per la seva cosina Maida Parlow French el 1967.

## Llegat
La carrera com a music de Parlow va ser el tema de tres programes de ràdio de la CBC (Canadian Broadcasting Corporation) l'any 1982. El programa es va titular “Kathleen Parlow, a virtuoso’s life”. La RCI va preparar un documental el 1986 on incloïa un entrevista amb Parlow i molts dels seus primers enregistrament.
Una col·lecció de discos relacionats amb la carrera de Parlow (de 1898 al 1908) va ser adquirida per la Brigham Young University a l'estat de Utah, EUA.

## Deixebles de Kathleen Parlow
- Andrew Benac
- Charles Dobias
- Marilyn Doty
- Marjorie Edwards
- Victor Feldbrill
- Sydney Humphreys
- Gerhard Kander
- Morry Kernerman
- Emanuel Leplin
- Jack Montague
- Joseph Pach
- Rowland Pack
- Marianne Moreland Pashler
- James Pataki
- Clara Schranz
- Miriam Solovieff
- Erica Zentner